# Мелані Ернандес
Мелані Ернандес (26 липня 1998) — мексиканська стрибунка у воду.
Учасниця Олімпійських Ігор 2016 року.
Призерка Чемпіонату світу з водних видів спорту 2019 року.